# Trazo (La Coruña)
Trazo es un municipio  de España en la provincia de La Coruña, comunidad autónoma de Galicia.

## Parroquias
Parroquias que forman parte del municipio:
- Benza (San Pedro).
- Berreo (San Mamede).
- Campo (San Juan).
- Castelo (Santa María).
- Chayán[2]
- Javestre[2]
- Monzo (San Martín).
- Morlán (Santa María).
- Restande (Santa María).
- Trazo (Santa María).
- Vilouchada (San Vicente).

## Geografía humana

### Demografía
Cuenta con una población de 2979 habitantes (INE 2024).
| Gráfica de evolución demográfica de Trazo entre 1842 y 2021                                                           |
| |
| Población de derecho según los censos de población del INE. Población de hecho según los censos de población del INE. |

| 4282                       | 3956 | 3720 | 3652 |
| (Fuente: [cita requerida]) |      |      |      |

## Ríos
Algunos de sus ríos son:[cita requerida]
-Río Tambre y sus afluentes Chonia y Lenguelle.